# Новоселебное
Новоселебное — село в Киреевском районе Тульской области России.
В рамках административно-территориального устройства входит в Новосельский сельский округ Киреевского района, в рамках организации местного самоуправления включается в сельское поселение Шварцевское.

## География
Расположено в 15 км к северу от города Киреевска и в 27 км к юго-востоку от центра Тулы. 
С востока примыкает железнодорожная станция Оболенское (на линии Узловая — Тула).

## Население
| 2002 | 2010 |
| ---- | ---- |
| 245  | ↗371 |